# Miguel Rondelli
Miguel Ángel Rondelli (Buenos Aires, Argentina; 24 de enero de 1978) es un exfutbolista y entrenador argentino de fútbol que actualmente es entrenador del Cusco FC de la Liga 1 de Perú.

## Trayectoria

### Como futbolista
Luego de jugar en las categorías inferiores de Vélez Sarsfield, All Boys y Lamadrid, se retiró como futbolista con solo 16 años. Luego estudió informática antes de pasar a ser entrenador a los 25 años.

### Como entrenador
Posteriormente trabajó en los equipos juveniles de Vélez Sarsfield durante doce años, y se mudó al extranjero en 2018, uniéndose a la Universidad Católica de Ecuador y siendo asignado inicialmente como entrenador de las categorías juveniles. En octubre de 2021 fue nombrado entrenador interino de la escuadra principal junto a Omar Andrade tras la salida de Santiago Escobar.
El 23 de diciembre de 2021 la Universidad Católica confirmó a Rondelli como entrenador del primer equipo para la temporada 2022. Dejó el club el 17 de noviembre de 2022, ya que su contrato estaba a punto de expirar.
El 29 de noviembre de 2022 es oficialmente presentado como nuevo estratega del CS Emelec de también de Ecuador. El 6 de Junio, Emelec anunció que Miguel Rondelli dejaría su cargo como entrenador del club el 7 de junio, después del partido por Copa Sudamericana contra Guaraní de Paraguay.
El 26 de noviembre de 2023 se hizo cargo del Cusco F.C en la Primera División de Perú.Posteriormente, el técnico renovó su contrato hasta el 2026.

## Clubes
| Club                             | País      | Año       |
| -------------------------------- | --------- | --------- |
| Vélez Sarsfield (Juveniles)      | Argentina | 2010-2020 |
| Universidad Católica (Juveniles) | Ecuador   | 2020-2021 |
| Universidad Católica (Interino)  | Ecuador   | 2021      |
| Universidad Católica             | Ecuador   | 2022      |
| Emelec                           | Ecuador   | 2023      |
| Cusco                            | Perú      | 2024-Act. |

## Estadísticas como entrenador
| Equipo                         | Div.                | Temporada           | Liga | Liga | Liga | Liga | Liga |    | Copa | Copa | Copa | Copa |   | Internacional | Internacional | Internacional | Internacional | Internacional |   | Otros | Otros | Otros | Otros |    | Totales     | Totales | Totales | Totales | Totales | Totales | Totales | Totales | Totales |
| Equipo                         | Div.                | Temporada           | PD   | G    | E    | P    | Pos. | PD | G    | E    | P    | PD   | G | E             | P             | Pos.          | PD            | G             | E | P     | PD    | G     | E     | P  | Rendimiento | GF      | GC      | Dif.    |         |         |         |         |         |
| ------------------------------ | ------------------- | ------------------- | ---- | ---- | ---- | ---- | ---- | -- | ---- | ---- | ---- | ---- | - | ------------- | ------------- | ------------- | ------------- | ------------- | - | ----- | ----- | ----- | ----- | -- | ----------- | ------- | ------- | ------- | ------- | ------- | ------- | ------- | ------- |
| Universidad Católica · Ecuador | 1.ª                 | 2021                | 4    | 3    | 0    | 1    | 3.º  | -  | -    | -    | -    | -    | - | -             | -             | -             | -             | -             | - | -     | 4     | 3     | 0     | 1  | 75%         | 7       | 1       | +6      |         |         |         |         |         |
| Universidad Católica · Ecuador | 1.ª                 | 2022                | 30   | 17   | 5    | 8    | 2.º  | 1  | 0    | 0    | 1    | 10   | 2 | 4             | 4             | FG            | -             | -             | - | -     | 41    | 19    | 9     | 13 | 53.66%      | 64      | 42      | +22     |         |         |         |         |         |
| Universidad Católica · Ecuador | Total               | Total               | 34   | 20   | 5    | 9    | -    | 1  | 0    | 0    | 1    | 10   | 2 | 4             | 4             | -             | -             | -             | - | -     | 45    | 22    | 9     | 14 | 55.56%      | 71      | 43      | +28     |         |         |         |         |         |
| Emelec · Ecuador               | 1.ª                 | 2023                | 13   | 3    | 4    | 6    | Inc. | -  | -    | -    | -    | 6    | 2 | 3             | 1             | Inc.          | -             | -             | - | -     | 19    | 5     | 7     | 7  | 38.6%       | 23      | 24      | -1      |         |         |         |         |         |
| Emelec · Ecuador               | Total               | Total               | 13   | 3    | 4    | 6    | -    | -  | -    | -    | -    | 6    | 2 | 3             | 1             | -             | -             | -             | - | -     | 19    | 5     | 7     | 7  | 38.6%       | 23      | 24      | -1      |         |         |         |         |         |
| Cusco · Perú                   | 1.ª                 | 2024                | 34   | 18   | 6    | 10   | 5.º  | -  | -    | -    | -    | -    | - | -             | -             | -             | -             | -             | - | -     | 34    | 18    | 6     | 10 | 58.82%      | 50      | 44      | +6      |         |         |         |         |         |
| Cusco · Perú                   | 1.ª                 | 2025                | 23   | 15   | 4    | 4    | -    | -  | -    | -    | -    | 1    | 0 | 1             | 0             | 1ªF           | -             | -             | - | -     | 24    | 15    | 5     | 4  | 69.44%      | 43      | 21      | +22     |         |         |         |         |         |
| Cusco · Perú                   | Total               | Total               | 57   | 33   | 10   | 14   | -    | -  | -    | -    | -    | 1    | 0 | 1             | 0             | -             | -             | -             | - | -     | 58    | 33    | 11    | 14 | 63.22%      | 93      | 65      | +28     |         |         |         |         |         |
| Total en su carrera            | Total en su carrera | Total en su carrera | 104  | 56   | 19   | 29   | -    | 1  | 0    | 0    | 1    | 17   | 4 | 8             | 5             | -             | -             | -             | - | -     | 122   | 60    | 27    | 35 | 56.56%      | 187     | 130     | +57     |         |         |         |         |         |
| 1. 2.                          |                     |                     |      |      |      |      |      |    |      |      |      |      |   |               |               |               |               |               |   |       |       |       |       |    |             |         |         |         |         |         |         |         |         |

### Resumen por competiciones
| Competición               | Partidos | Ganados | Empatados | Perdidos | %      |
| ------------------------- | -------- | ------- | --------- | -------- | ------ |
| Serie A de Ecuador        | 47       | 23      | 9         | 15       | 55.32% |
| Copa Ecuador              | 1        | 0       | 0         | 1        | 0%     |
| Primera División del Perú | 57       | 33      | 10        | 14       | 63.74% |
| Copa Libertadores         | 4        | 1       | 2         | 1        | 41.67% |
| Copa Sudamericana         | 13       | 3       | 6         | 4        | 38.46% |
| TOTAL                     | 122      | 60      | 27        | 35       | 56.56% |